# Gleichung von Tatuzawa-Iseki
Die Gleichung von Tatuzawa-Iseki (englisch Tatuzawa-Iseki identity) ist eine Identität aus dem mathematischen Teilgebiet der Analytischen Zahlentheorie, die auf eine wissenschaftliche Arbeit der beiden Mathematiker Tikao Tatuzawa und Kanesiro Iseki aus dem Jahre 1951 zurückgeht. Die Gleichung erlaubt einen Zugang zu einem elementaren Beweis des Primzahlsatzes.

## Formulierung der Gleichung
Die Gleichung lässt sich darstellen wie folgt:

Gegeben sei das unbeschränkte reelle Intervall {\displaystyle I:=[1,\infty )\subset \mathbb {R} } und darauf eine reellwertige oder komplexwertige Funktion {\displaystyle g\colon I\to \mathbb {K} } (mit {\displaystyle \mathbb {K} =\mathbb {R} } oder {\displaystyle \mathbb {K} =\mathbb {C} }).
Dazu werde die Funktion {\displaystyle G\colon I\to \mathbb {K} } mit {\displaystyle G(x)=\sum _{n\leq x}{g\left({\frac {x}{n}}\right)}} für reelles {\displaystyle x\geq 1} gebildet.

Weiter seien – wie üblich – {\displaystyle \Lambda } die Von Mangoldt-Funktion,  {\displaystyle \psi } die tschebyscheffsche Psi-Funktion , {\displaystyle \mu } die Möbius-Funktion und {\displaystyle \ln } der natürliche Logarithmus.

Dann gilt für {\displaystyle x\geq 1} stets die Gleichung
{\displaystyle \sum _{n\leq x}{\mu (n)\cdot \ln \left({\frac {x}{n}}\right)\cdot G\left({\frac {x}{n}}\right)}=g(x)\cdot \ln(x)+\sum _{n\leq x}{\Lambda (n)\cdot g\left({\frac {x}{n}}\right)}}

## Selbergsche Formel
Aus der obigen Gleichung ergibt sich ein übersichtlicher Beweis der sogenannten Selbergschen Formel (englisch Selberg’s formula oder Selberg’s identity), die von ihrem Urheber, dem norwegischen Mathematiker Atle Selberg, im Jahre 1948 gefunden und im Jahre 1949 veröffentlicht wurde. Von dieser Formel, welche Grundlage der meisten elementaren Beweise des Primzahlsatzes ist, gibt es eine größere Anzahl von gleichwertigen Versionen, von denen eine sich folgendermaßen angeben lässt:

Es sei – wie üblich – mit {\displaystyle \psi } die tschebyscheffsche Psi-Funktion bezeichnet. Dann gilt für reelles {\displaystyle x\geq 1} – unter Anwendung der O-Notation – stets die Gleichung
{\displaystyle \psi (x)\cdot \ln(x)+\sum _{n\leq x}{\Lambda (n)\cdot \psi \left({\frac {x}{n}}\right)}=2x\cdot \ln(x)+O(x)}
Mit Hilfe dieser Formel (und unter Zuhilfenahme äquivalenter Versionen) lässt sich dann zeigen, dass
{\displaystyle \lim _{x\to \infty }\left({\frac {\psi (x)}{x}}\right)=1}
und damit der Primzahlsatz gilt.

## Weitere Versionen der selbergschen Formel
Bezeichnet man – wie üblich – mit {\displaystyle \vartheta } die tschebyscheffsche Theta-Funktion und ist eine reelle Zahl {\displaystyle x\geq 1} gegeben, so sind mit der obigen Version der selbergschen Formel – nicht zuletzt! – auch die folgenden gleichwertig:

(1) {\displaystyle \vartheta (x)\cdot \ln(x)+\sum _{p\leq x}{\ln(p)\cdot \vartheta \left({\frac {x}{p}}\right)}=2x\cdot \ln(x)+O(x)}
(2) {\displaystyle \sum _{p\leq x}{{\ln }^{2}(p)}+\sum _{pq\leq x}{\ln(p)\cdot \ln(q)}=2x\cdot \ln(x)+O(x)}
(3) {\displaystyle \sum _{p\leq x}{\ln(p)}+\sum _{pq\leq x}{\frac {\ln(p)\cdot \ln(q)}{\ln(pq)}}=2x+O\left({\frac {x}{1+\ln(x)}}\right)}